# William Blencowe
William Blencowe (c. 1683-1712) was een Brits codebreker.
Blencowe was een student aan het Magdalen College (Universiteit van Oxford) en nam op twintigjarige leeftijd de cryptoanalistische taken van zijn grootvader John Wallis over. Diezelfde had hem tevens de kunst van het geheimschrift bijgebracht. Hij was de eerste die de titel Decypherer (Engels:dechiffreerder of ontcijferaar) droeg én betaald kreeg voor zijn werk. Door zijn goede prestaties werd na zes jaar zijn gage van £100 (per jaar) verdubbeld.
In een dispuut met het All Souls College nam Koningin Anne het voor Blencowe op.
Herstellend van een agressieve koorts schoot Blencowe zichzelf in 1712 in een vlaag van verstandsverbijstering dood.
Hij werd opgevolgd door Dr. John Keill, een lid van de Royal Society. De gebleken incompetentie van laatstgenoemde leidde ertoe dat deze op 14 mei 1716 door de bisschop Edward Willes vervangen werd. Willes geldt algemeen als de ware opvolger van de titel Decypherer.